# Río San Nicolás
El río San Nicolás está en México. Es llamado así por haberse encontrado la escultura de ese Santo entre sus aguas en 1882.

## Localización
Nace en la plena sierra del Soconusco, teniendo así una altura cercana a la de los 3 mil metros sobre el nivel del mar, sobre el municipio de Motozintla, tomando un recorrido rumbo el municipio de Mapastepec y una fuerza que en temporadas de lluvias llega a ser muy peligrosa para los pobladores cercanos a él.

## Temporada de huracanes
Durante las fechas de agosto y septiembre es cuando la población del municipio de Mapastepec y sus comunidades se preparan ante cualquier aviso sobre la presencia de algún huracán ya que el nivel de este puede llega a desbordarse de tal manera que provocaría inundaciones devastadoras.

### Huracán Mitch
véase Huracán Mitch
Durante el paso de este huracán se registraron perdidas devastadoras, tanto materiales como humanas, causando así la desaparición de muchas personas y de colonias que quedaron totalmente calzadas en la parte baja del municipio.

### Huracán Stan
véase Huracán Stan
El paso de este huracán causó daños similares a la del Huracán Mitch, con la desaparición de comunidades del bajío y causando una pérdida económica en sector agrícola y ganadero, el rastro municipal fue llevado por las corrientes, así como muchos daños materiales que tardaron por lo menos 4 años en recuperarse.